# Bartolomeo Gonzaga (?-1405)

Stemma dei Gonzaga dal 1328 al 1389

Bartolomeo Gonzaga (... – 1405) è stato un condottiero italiano.

## Biografia
Era figlio di Febo Gonzaga, a sua volta figlio naturale di Ludovico II Gonzaga, signore di Mantova.
Bartolomeo Gonzaga fu un abile condottiero che combatté valorosamente per lo zio Francesco I Gonzaga contro il ducato di Milano nella Battaglia di Governolo nel 1397. Fu quindi a capo di una compagnia di ventura nel 1399 proteggendo Azzo IX d'Este contro il marchese Niccolò III d'Este. Fu sconfitto e si insediò in Emilia, ma fu nuovamente persguitato dai Da Polenta e dagli Ordelaffi, amici degli Estensi. Passò allora al servizio dei Visconti di Milano e combatté nell'assedio di Parma. Nel 1404 venne inviato a Verona assieme a Ugolotto Biancardo a difesa della città assalita dai Carraresi e qui venne imprigionato. Liberato, nel 1405 partecipò alla lega veneziana contro i Carraresi e, ripresa Verona, venne armato cavaliere nella basilica di San Zeno. Morì nel corso di quello stesso anno.

## Ascendenza
|                    |     |                 | Genitori |  |  | Nonni              |  |  | Bisnonni      |  |
|                    |     |                 |          |  |  | Ludovico I Gonzaga |  |  | Guido Gonzaga |  |
|                    |     |                 |          |  |  | Ludovico I Gonzaga |  |  | Guido Gonzaga |  |
|                    |     | Beatrice di Bar |          |  |  | Ludovico I Gonzaga |  |  |               |  |
| Febo Gonzaga       |     |                 |          |  |  | Ludovico I Gonzaga |  |  |               |  |
|                    |     | ...             | ...      |  |  |                    |  |  |               |  |
|                    |     | ...             | ...      |  |  |                    |  |  |               |  |
|                    |     | ...             | ...      |  |  |                    |  |  |               |  |
| Bartolomeo Gonzaga |     | ...             |          |  |  |                    |  |  |               |  |
|                    | ... | ...             |          |  |  |                    |  |  |               |  |
|                    | ... | ...             |          |  |  |                    |  |  |               |  |
|                    | ... | ...             |          |  |  |                    |  |  |               |  |
| ...                | ... |                 |          |  |  |                    |  |  |               |  |
|                    |     | ...             | ...      |  |  |                    |  |  |               |  |
|                    |     | ...             | ...      |  |  |                    |  |  |               |  |
|                    |     | ...             | ...      |  |  |                    |  |  |               |  |
|                    |     | ...             |          |  |  |                    |  |  |               |  |